# Coleophora adjunctella
Coleophora adjunctella é uma espécie de mariposa do gênero Coleophora pertencente à família Coleophoridae.